# Freddie Hubbard
Pour les articles homonymes, voir Hubbard.
Frederick Dewayne Hubbard, plus connu sous le nom de Freddie Hubbard, est un trompettiste et compositeur de jazz américain, né le 7 avril 1938 à Indianapolis, dans l’État d’Indiana (États-Unis), et mort le 29 décembre 2008 à la clinique de Los Angeles à la suite d'un problème cardiaque. Il devint célèbre par sa musique bebop et hard bop. Grâce à un son unique et son art d'improviser, il contribua à l'expansion du post-bop.

## Biographie
Freddie Hubbard commence la trompette et le bugle au Arsenal Technical High School (en) à Indianapolis. Dès son jeune âge, il joue avec le guitariste Wes Montgomery. Celui-ci devient son modèle, il s'en inspirera tout au long de sa vie. Il poursuit ses études musicales au Arthur Jordan Conservatory of Music. En 1958, il déménage à New York où il joue avec Ornette Coleman, Eric Dolphy, Slide Hampton, J. J. Johnson, Philly Joe Jones, Quincy Jones, Oliver Nelson, Joe Zawinul, Wayne Shorter et Sonny Rollins. Il se met ensuite au hard bop avec Art Blakey et les Jazz Messengers. Avec le groupe, il crée plusieurs albums dont Mosaic, Buhaina's Delight et Free for All.
En juin 1960, Hubbard enregistre son premier album en tant que leader, Open Sesame, en compagnie du saxophoniste Tina Brooks, du pianiste McCoy Tyner, du bassiste Sam Jones et du batteur Clifford Jarvis. Au mois de décembre, il est invité à participer à l'album d'Ornette Coleman Free Jazz: A Collective Improvisation après que Coleman l'a entendu jouer avec Don Cherry.
En mai 1961, Hubbard enregistre Olé Coltrane, invité par John Coltrane lors d'une séance dans les studios d'Atlantic Records. C'est en août de la même année qu'il compose l'un de ses plus célèbres titres, Ready for Freddie (en), en collaboration avec le saxophoniste Wayne Shorter.
Il développe son propre son en jouant avec les Jazz Messengers d'Art Blakey, s'éloignant des influences de Clifford Brown. Il obtient le titre de « Nouvelle Star » dans le magazine de jazz Down Beat.
Dans les années 1960, il enregistre 36 albums. La plupart sont aujourd’hui des classiques. Ses talents de sideman lui permettent de jouer dans les mythiques Empyrean Isles et Maiden Voyage de Herbie Hancock et de rester proche du free jazz et de l’avant-garde en jouant dans les albums Ascension de John Coltrane ou encore The All Seeing Eye de Wayne Shorter.
Dans les années 1970, Freddie entre dans le groupe V.S.O.P. dirigé par Herbie Hancock. Ce groupe innove dans un nouveau genre de jazz : le « free bop » (mélange de bebop des années 1940, de jazz modal des années 1950 et de free jazz des années 1960). Freddie connaît quelques-uns de ses plus grands succès avec cette formation. Ces années 1970 sont le point culminant de sa célébrité. C’est à cette époque qu’il enregistre, à l'Hollywood Palladium, son plus grand album live, California Concert, incluant le célèbre Red Clay. Il produit des improvisations sensationnelles et d’excellentes performances musicales. Il est ainsi considéré comme un des plus grands trompettistes de l’époque.
Il se lance ensuite dans le smooth jazz, où il a de mauvaises critiques. Assailli par une série de problèmes de santé, il doit arrêter la trompette. En 1992, il se fait une profonde entaille dans la lèvre supérieure qui s'infectera. Il ne retrouvera jamais le niveau auquel il jouait quelques années auparavant ; cependant, il continue à jouer et enregistrer des titres occasionnellement.
Il est honoré en 2006 du NEA Jazz Masters Fellowship, plus grand prix en jazz décerné par le National Endowment for the Arts.
Il tombe plus gravement malade dans les dernières années de sa vie. Le 29 décembre 2008, le journal The Indianapolis Star annonce sa mort d'une crise cardiaque le 26 novembre 2008. Son enterrement se déroule en présence de nombreuses célébrités et personnalités du jazz. Après sa mort, ses fonds sont reversés à l'association Jazz Foundation of America (en).

## Discographie sélective

### Chef
- Goin' Up (en) (1960)
- Open Sesame (1960)
- Hub Cap (1961)
- Ready for Freddie (en) (1961)
- Minor mishap (1961)
- Hub-Tones (en) (1962)
- Here to Stay (en) (1962)
- The Body and The Soul (en) (1963)
- Breaking Point! (en) (1964)
- Blue Spirits (en) (1966)
- Backlash (1966)
- Without A Song (1969)
- Red Clay (1970)
- Straight Life (1970)
- First Light (en) (1971)
- Sing Me a Song of Songmy (en) (1971)
- Sky Dive (en) (1972)
- Keep Your Soul Together (en) (1973)
- High Energy (1974)
- Windjammer (en) (1976)
- Bundle of Joy (1977)
- Super Blue (en) (1978)
- The Love Connection (en) (1979)
- Outpost (1981)
- Keystone Bop/A Little Night Music/Classics (1981)
- Ride Like The Wind (en) (1982)
- Sweet Return (en) (1985)
- Double Take (album) (en) (avec Woody Shaw) (1985)
- The Eternal Triangle (en) (avec Woody Shaw) (1987)
- New Colors (en) (Featuring The New Jazz Composers Octet) (2001)

### Collaborations
- Ornette Coleman : Free Jazz: A Collective Improvisation[2] (1960) produit par Nesuhi Ertegün
- Oliver Nelson : The Blues and the Abstract Truth (1961)
- Herbie Hancock : Takin' Off (1962)
- Herbie Hancock : Empyrean Isles (1964)
- Wayne Shorter : Speak No Evil (1964)
- Art Blakey and the Jazz Messengers : Free for All (1964)
- Herbie Hancock : Maiden Voyage (1965)
- John Coltrane : Olé Coltrane (1961)
- John Coltrane : Ascension (1965)
- Bill Evans : Interplay (1962)
- Billy Joel : 52nd Street - solo sur Zanzibar (1978)